# Alain Francis Gustave Ilboudo
Alain Francis Gustave Ilboudo (* 19. September 1958 in Ouagadougou) ist ein Diplomat der Republik Burkina Faso.
Er ist mit Hélène Toye Ilboudo verheiratet und Vater von drei Kindern.

## Studium
Ilboudo erhielt 1983 seinen Master-Abschluss im Fach Moderne Literatur an der Universität Ouagadougou. Es folgte von Oktober 1985 bis Juli 1986 ein diplomatisches Praktikum am Institut für Internationale Beziehungen von Kamerun, hier erhielt er ein Zertifikat von IRIC.
Von April bis Mai 1986 absolvierte er einen Fortgeschrittenenkurs für diplomatische Dienste für Mitglieder afrikanischer Länder (Yaoundé, West-Berlin, Bonn, Brüssel).

## Beruflicher Werdegang
Von März 1984 bis Januar 1988 war er Gesandtschaftsrat im Außenministerium. Vom Februar 1988 bis Juli 1992 war er Gesandtschaftsrat erster Klasse in Brüssel. Von Februar bis Juni 1993 leitete er die Planungsabteilung im Außenministerium. Von Januar 1995 bis September 1997 leitete er die politische Abteilung im Außenministerium. Von September 1997 bis September 1999 war er technischer Berater des Außenministers. Von September 1999 bis Juni 2001 war er Geschäftsträger der Botschaft von Burkina Faso in Kopenhagen (Königreich Dänemark). Von Oktober 2001 bis Oktober 2005 war er Botschaftsrat in Paris. Von Januar 2006 bis Juli 2011 war er Generalsekretär des Außenministeriums. Von Juli 2011 bis 9. November 2017 war er Botschafter in Brasilien und war bei den Regierungen von Bolivien, Chile, Kolumbien, Ecuador, Paraguay, 18. Juni 2014: Peru, Uruguay und Venezuela akkreditiert.
Am 9. November 2017 legte er bei François Hollande sein Beglaubigungsschreiben vor. Am 16. November 2017 legte er beim Staatspräsidenten von Portugal Marcelo Rebelo de Sousa sein Beglaubigungsschreiben vor.